# Prieuré Notre-Dame du Repos
Le prieuré Notre-Dame du Repos est un monastère qui n'existe plus comme tel. Il était situé à Médavy, en France. Désaffecté, le prieuré est inscrit depuis 1989 comme monument historique français.

## Localisation
Ce prieuré désaffecté est situé dans le département français de l'Orne, dans le hameau du Repos, commune intégrée à Médavy en 1822.

## Historique
Le prieuré date des XIIe, XIIIe, XIVe, XVe, XVIIe et XVIIIe siècles.

## Architecture
Le cimetière avec son enclos et la croix qu'il abrite, les façades et les toitures de l'ancienne infirmerie du XVIIe siècle contiguë à l'église, les façades et les toitures de la grange du XVIIIe siècle et du pressoir attenant sont inscrits au titre des monuments historiques depuis le 21 novembre 1989. L'église priorale est classée depuis le 22 novembre 1990.